# Lydia Jardon
 (septembre 2016).
Lydia Jardon est une pianiste et productrice française. 

## Biographie
Lauréate du Conservatoire national supérieur de musique de Paris, elle est également titulaire d'une licence de concert à l'unanimité de l'École normale de musique de Paris, lauréate de la fondation Cziffra et du Concours international Miłosz Magin.
Depuis plus de trente ans, elle joue dans le monde entier[source insuffisante], en récital ou en concerto, de Paris à Tokyo, de Montevideo à Shanghai.
Montrant une prédilection pour les partitions éruptives, elle enregistre dix disques, salués par des critiques. Parmi eux, le 3e concerto de Rachmaninov, les sonates no 2, et 4 de Miaskovski et surtout, trois transcriptions pour piano seul : La Mer de Debussy, L'oiseau de feu et Chant du rossignol de Stravinsky en « première mondiale ».
Son dernier disque, paru en 2020, est consacré aux Sonates 1, 5 et 9 de Miaskovsky.
Passionnée par l'enseignement, elle crée en 2014 une école de piano franco-chinoise, à Paris.

### La production et la direction artistique
En 2001, Lydia Jardon fonde la maison de disque Ar Ré-Sé, structure indépendante avec laquelle elle exhume des partitions méconnues de grands maîtres (Charles Kœchlin, Medtner, Guillaume Lekeu, Albéric Magnard, Miaskovski...) tout en mettant un point d'honneur à les confier à des interprètes qui débutent souvent leur carrière.
Aujourd'hui, ce label discographique propose un catalogue riche de vingt-cinq enregistrements, de Bach à Ohana, en passant par Dvořák ou encore Ravel, joués par des duos, des quintets, des quatuors…
Parallèlement, elle crée, en 2001, le festival de musique de chambre Musiciennes à Ouessant sur « l'île aux femmes », festival qui, chaque année, réunit une vingtaine d'interprètes essentiellement féminines venues du monde entier. En qualité de directrice artistique, elle y conçoit une programmation originale incluant des partitions oubliées de compositrices : Marie Jaëll, Louise Farrenc, Clara Schumann, Lou Koster, Rebecca Clarke…
En 2012, ce festival s'ancre en Guadeloupe pour devenir Musiciennes en Guadeloupe puis en 2015, il s'étend en Martinique avec Musiciennes en Martinique. Les compositrices des Caraïbes y sont mises à l'honneur. Point original : les concerts proposent le mariage de la musique classique avec les harmonies caribéennes. Ce « réarrangement » permet une alliance des styles, des instruments afin de toucher un large public.
Lydia Jardon reçoit, en novembre 2010, les insignes de Chevalier dans l'Ordre national du Mérite pour l'ensemble de sa carrière.

## Discographie
- 1997 : Rachmaninov, Piano concerto n°3 - George Gershwin, Rhapsody in Blue (Ar Ré-Sé)[10]
- 2001 : Chopin, 26 préludes - (Ar Ré-Sé)[11]
- 2001 : Debussy, La mer - Vuillemin, Soirs armoricains (Ar Ré-Sé)[12]
- 2002 : Rachmaninov, The two piano sonatas (Ar Ré-Sé)[13]
- 2003 : Enrique Granados, Goyescas (Ré-Sé)[14]
- 2003 : Frank Bridge - Benjamin Britten/Alan Rawsthorne, English Impressions, avec Mireille Jardon (violon)  (Ar Ré-Sé)[15]
- 2006 : Scriabin, Études complètes (Ar Ré-Sé)[16]
- 2009 : Miaskovski, Sonates pour piano n°2, 3, 4 (Ar Ré-Sé)[17]
- 2012 : Stravinsky, L'oiseau de feu / Le chant du rossignol (Ar Ré-Sé)[18]
- Verdi, 18 songs, avec Norah Amsellem (soprano) (Ar Ré-Sé)[19]
- 2020 : Miaskovsky, Sonates pour piano n°1, 5 et 9 (Ar Ré-Sé)
- 2023 : Miaskovsky, Sonates pour piano n°6, 7, 8, Chanson et Rhapsodie (Ar Ré-Sé).